# Културно просветни центар „Јован Шербановић” Жагубица
| Културно просветни центар „Јован Шербановић” Жагубица |                                   |
|                                                       |                                   |
| Оснивач                                               | Општина Кучево                    |
| Основана:                                             | 1987.                             |
| Седиште:                                              | Краља Милана 25 · Жагубица Србија |
| Директор:                                             |                                   |
| Веб презентација                                      |                                   |

Културно просветни центар „Јован Шербановић” Жагубица јавна је установа културе, основана је 30. јуна 1987. године  одлуком Скупштине општине Жагубица за обављање послова из области културе.
У свом досадашњем раду, установа је била и остала носилац културних догађаја у општини Жагубица, почев од организовања и спровођења смотри и манифестација до библиотечке и биоскопске делатности.
Основне делатности:
- Организовање манифестација и смотри
- Аматерско стваралаштво
- Књижевно и ликовно стваралаштво
- Библиотечка делатност